# Golden (Brandon Beal sang)
"Golden" er en sang af den amerikanske sanger Brandon Beal og den danske gruppe Lukas Graham. Sangen opnåede succes i Danmark.

## Baggrund
Sangen er skrevet af Brandon Beal, Lukas Forchammer, Rebecca Johnson, Rasmus Hedegaard og Henrik Wolsing. Sangen er produceret af Hennedub.

## Musikvideo
Den 11. februar 2016, blev en musikvideo til sangen udgivet på YouTube. Video består af en fiktionel historie i cirka 4/5, og slutter af med klip fra en koncert med Lukas Graham og Brandon Beal, hvor sangen synges.

## Sporliste
| #  | Titel    | Længde |
| -- | -------- | ------ |
| 1. | "Golden" | 3:26   |

## Præstation
Sangen har opnået succes i Danmark med en fjerdeplads,, samt markeret sig på hitlisten i Sverige,